# Baltzar von Platen (fartyg)

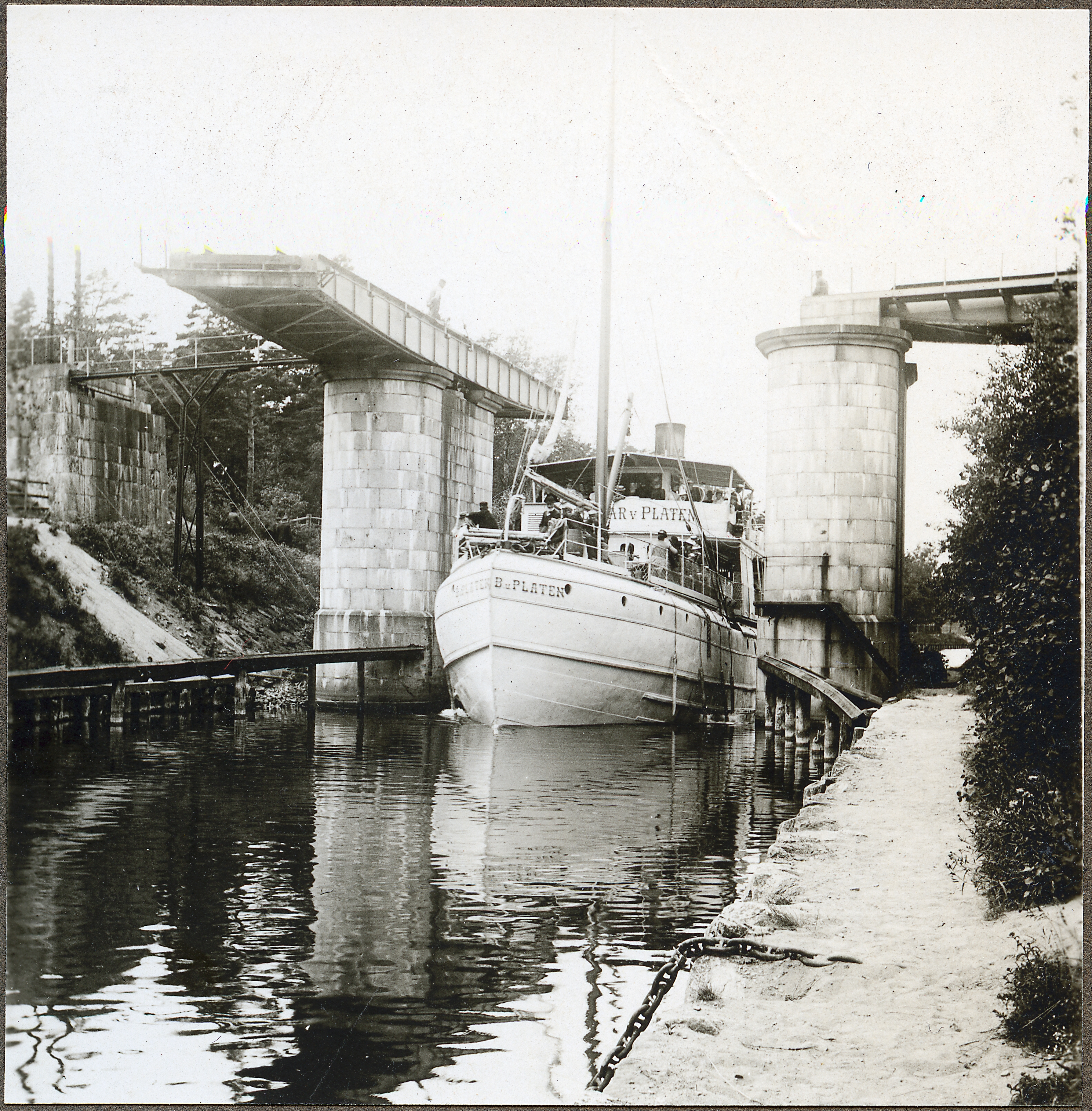
Fartyget vid första järnvägsbron över Södertälje kanal i Södertälje 1904

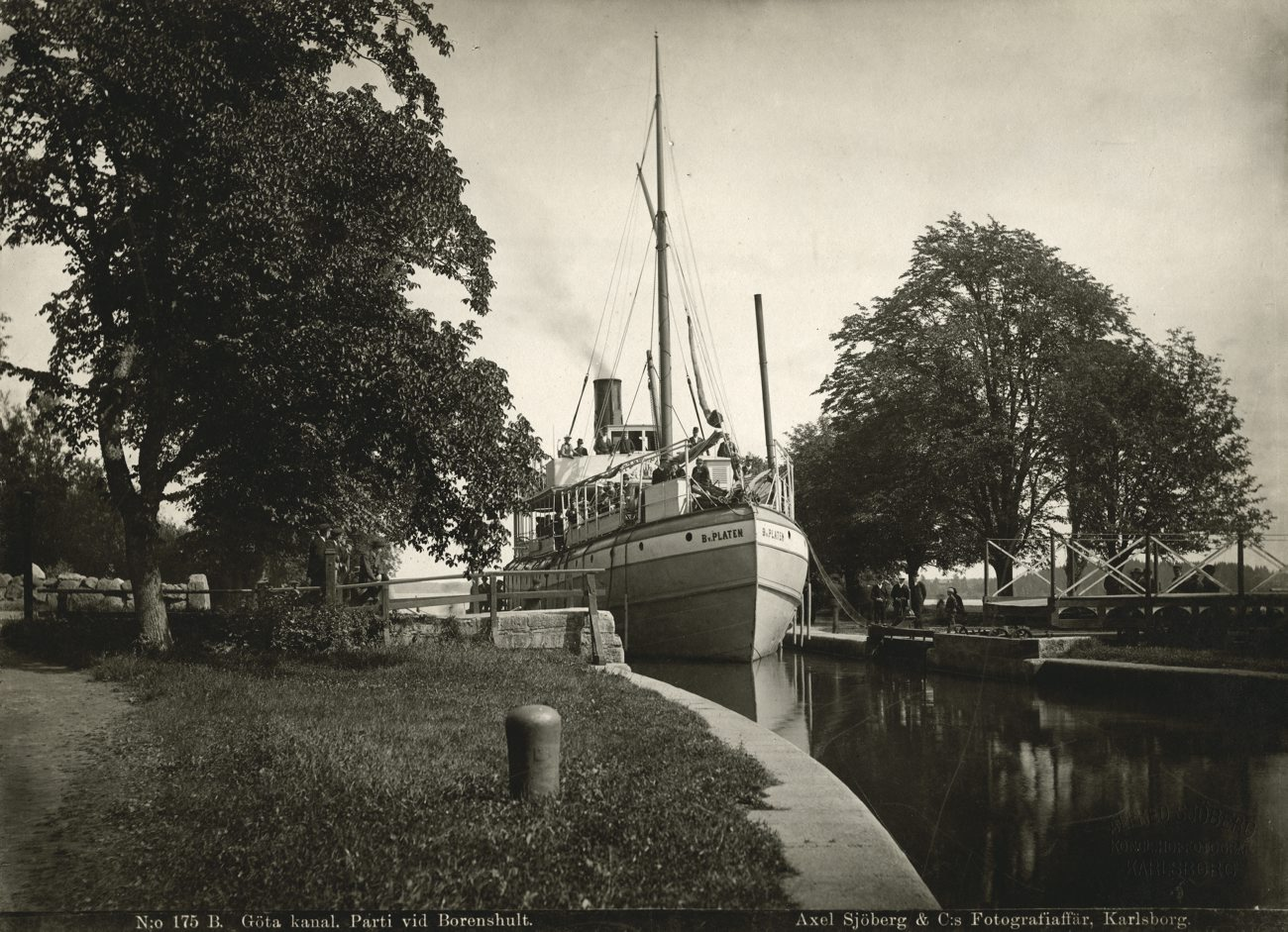
Ångfartyget Baltzar von Platen

Baltzar von Platen var ett ångfartyg som levererades 1871 från Motala Verkstad i Motala till Motala Ströms Ångfartygs Bolag. Fartygets varvsnummer var 147. Skrovet var av järn. 1954 höggs fartyget upp i Tromsø i Norge.
| Fartygsdata   | Vid leverans från varv |
| ------------- | ---------------------- |
| Längd öa      | 106 fot (31,47 meter)  |
| Bredd         | 22,5 fot (6,68 meter)  |
| Köl till däck | 10,19 fot (3,03 meter) |
| Djupgående    | 2,53 meter             |
| Brt/Nrt       | 249/170 ton            |

Fartyget var ursprungligen utrustat med en tvåcylindrig ångmaskin, maskin nr 235, om 50 nom hk tillverkad vid Motala Verkstad i Motala.

## Historik
- 1870	April. Fartyget beställdes av rederiet. Kontrakterad byggkostnad var 100 000 rdr rmt.
- 1871	Fartyget levererades.
- 1874	Maj. Då Baltzar von Platen lossade en last av salpeter för Nitroglycerinbolaget i  	Vinterviken i Stockholm inträffade en explosion i fabriken. Såväl Baltzar von Platen  som andra fartyg vid kajen eldhärjades. Olyckan var kännbar för rederiet då fartyget  inte var försäkrat. Efter en tid reparerades fartyget till en kostnad av 67 000 rdr rmt och kunde åter sättas i trafik.
- 1881 Ny tvåcylindrig compoundångmaskin om 175 ind hk installerades vid Bergsunds  Mekaniska Verkstad i Nacka.
- 1922 Vid firandet av Göta kanals västra dels hundraårsjubileum åkte kung Gustaf V med  Baltzar von Platen till Hajstorp.
- 1946	Februari. Efter att ha byggts om till logementsfartyg vid Lödöse varv, såldes fartyget  	till Oslo Kommune i Norge för 45 000 kr. Fartyget användes i Oslo som logementsfartyg för hemlösa. Senare användes fartyget som logementsfartyg vid bärgningen av det tyska slagskeppet Tirpitz som den 12 november 1944 sänktes av  brittiska bombplan i fjorden Håkøybotn väster om Tromsø.
- -- Fartyget såldes/hyrdes ut till Einar Høvding Skipsopphugging A/S i  Sandnessjøen.  Enligt Lloyd's register för 1946-47 var fartyget registrerat på ”Gota” under norsk flagg, ingen hamn angiven. I registret för 1950-51 saknas uppgift om ägare till fartyget.
- 1954 Fartyget höggs upp i Tromsø.

I Motala Verkstads förteckning över tillverkade produkter finns anteckningen att fartyget gjort tjänst som turistångare vid Lofoten från 1958.